# Aplicações da inteligência artifical
A inteligência artificial, em um contexto amplo, possui aplicações diversas, sendo empregada na resolução de problemas práticos por entidades civis, governamentais, e militares. Possui aplicações na área da saúde, mídia e comércio eletrônico, entre outros. Há uma discussão sobre como a IA tem sido integrada em sistemas de planejamento automatizado, diagnóstico médico, reconhecimento de linguagem e muito mais, mostrando a ampla gama de aplicações e o impacto profundo da IA em múltiplas áreas.

## Resoluções de problemas
Uma das áreas mais estudadas por cientistas sobre Inteligência Artificial, é o processo de Resolução de Problemas, desde os mais simples até os mais complexos. Com base no estudos de comportamentos de indivíduos que resolvem problemas simples em laboratório, Allen Newell e Herbert Simon desenvolveram alguns programas para simular aspectos do comportamento inteligente e racional. Um de seus principais programas desenvolvidos, chamado 'General Problem Solver' (Solucionador de Problemas Gerais) pode ser resumido em poucas etapas: a primeira etapa consiste em gravar as declarações realizadas por alguns indivíduos que verbalizam seu pensamento enquanto resolvem os problemas. A seguir, o teórico ensaia algumas hipóteses acerca dos processos mentais que possivelmente estariam envolvidos no processo de elaboração de uma solução para o problema dado. A partir dessas hipóteses ele estrutura um programa que, em sua opinião, simulará o relato gravado. Finalmente, após processar esse programa no computador digital, ele compara o relato do indivíduo com o roteiro da máquina. Se os fluxos de palavras registrados no roteiro e no relatório forem razoavelmente semelhantes, então considera-se que uma explicação para o comportamento sob estudo foi obtida. Os pesquisadores do Projeto de Simulação Cognitiva admitem, neste caso, que as estratégias utilizadas pelo computador são análogas àquelas realizadas pelo indivíduo humano. Caso contrário, o programa deverá ser modificado com base nas discrepâncias encontradas durante o confronto de palavras. O mesmo procedimento é repetido até que um ajuste satisfatório seja obtido e o programa consiga passar pelo teste de Turing. Ou seja, até que os fluxos de palavras produzidas pelo computador e pelo sujeito humano sejam praticamente indistinguíveis para um examinador humano.

## Aplicações práticas
Enquanto  o progresso direcionado ao objetivo final de uma inteligência similar à humana tem sido lento,  muitas derivações surgiram no processo.  Exemplos notáveis incluem as linguagens Lisp e Prolog, as quais foram desenvolvidas para pesquisa em IA, embora também sejam usadas para outros propósitos. 
A cultura hacker surgiu primeiramente em laboratórios de IA, em particular no MIT AI Lab, lar várias vezes de celebridades tais como McCarthy, Minsky, Seymour Papert (que desenvolveu a linguagem Logo), Terry Winograd (que abandonou IA depois de desenvolver SHRDLU).
Muitos outros sistemas úteis têm sido construídos usando tecnologias que ao menos uma vez eram áreas ativas em pesquisa de IA. Alguns exemplos incluem:
- Aplicações de Algoritmos genéticos: AG são aplicáveis em diversos problemas como escalonamento de horários, sistemas de potência e filogenética.[4] O CS-1 foi o primeiro sistema de classificação aplicando AG.[5]
- Aplicações de Raciocínio baseado em casos: RBC tem sido utilizado em diversas aplicações como análise financeira, assessoramento de riscos, controle de processos, etc. Exemplos de aplicações de RBC incluem KRITIK,[6] o CLAVIER na Lockheed,[7] o CASELine na British Airways,[7] PROTOS, CASEY, CASCADE, COMPOSER, etc.[8]
- Aplicação na área da saúde: a introdução na medicina com a criação da Inteligência artificial na Medicina (IAM) propôs a ajuda mútua entre profissionais da saúde e da computação com a ideia de realizarem uma revolução na área médica. A partir dos anos 70 e 80, grandes universidades americanas iniciaram projetos para auxiliar no processo de diagnósticos, como MIT, Tufts University, Universidade de Pittsburgh, entre outras. Esses programas rapidamente atraíram vários dos melhores cientistas da época, com os primeiros anos da realização dos projetos sendo até hoje referências na história da IAM, por terem sido extremamente ricos e produtivos.
- Aplicações utilizando Vida Artificial são utilizados na indústria de entretenimento e no desenvolvimento da Computação Gráfica. [9]
- Avanço no processamento: o Deep Blue da IBM se tornou o primeiro programa de computador a derrotar o campeão mundial em uma partida de xadrez, ao vencer Garry Kasparov por um placar de 3,5 a 2,5 em um match de exibição em 11 de maio de 1997.[10][11] Kasparov disse que sentiu “uma nova espécie de inteligência” do outro lado do tabuleiro. O valor das ações da IBM teve um aumento de 18 bilhões de dólares.
- Chatterbots (robôs de software para conversação), personagens virtuais que conversam em linguagem natural como se fossem humanos de verdade, são cada vez mais comuns na Internet. Eles podem ser criados com uma interface Web que permite programar a detecção de intenção da frase através de Algoritmos baseados em Aprendizagem de Máquina, tal como IBM Watson Assistant.[12][13]
- Controle autônomo: o sistema de visão de computador ALVINN foi treinado para dirigir um automóvel, mantendo-o na pista. Ele foi colocado na minivan controlada por computador NAVLAB da CMU e foi utilizado para percorrer os Estados Unidos – ao longo de quase 4.600 km o ALVINN manteve o controle da direção do veículo durante 98% do tempo. Um ser humano assumiu o comando nos outros 2%, principalmente na saída de declives. A NAVLAB tem câmeras e vídeo que transmitem imagens da estrada para ALVINN, que então calcula a melhor forma de guiar, baseado na experiência obtida em sessões de treinamento anteriores.[14]
- Compliance & Mitigação de riscos, empresas como Experian, Dun and Bradstreet, Equifax, LexisNexis, UpLexis, Montax Big Data e eStracta utilizam IA na análise do risco de contratações a partir de consultas automáticas de megadados sobre pessoas e organizações disponíveis em bancos de dados públicos e privados.
- Diagnóstico: programas de diagnóstico médico baseados na analise probabilística foram capazes de executar tarefas no nível de um médico especialista em diversas áreas da medicina. Heckerman (1991) descreve um caso em que um importante especialista em patologia de gânglios linfáticos ridiculariza o diagnóstico de um programa em um caso especialmente difícil. Os criadores do programa sugeriram que ele pedisse ao computador uma explicação do diagnóstico. A máquina destacou os principais fatores que influenciaram sua decisão e explicou a interação sutil de vários sintomas nesse caso. Mais tarde, o especialista concordou com o programa.
- Lógica incerta, uma técnica para raciocinar dentro de incertezas, tem sido amplamente usada em sistemas de controles industriais.[15]
- Planejamento automatizado e escalonamento: a uma centena de milhões de quilômetros da Terra, o programa Remote Agent da NASA se tornou o primeiro programa de planejamento automatizado (autônomo) de bordo a controlar o escalonamento de operações de uma nave espacial. O Remote Agent desenvolveu planos de metas de alto nível definidos a partir do solo e supervisionou a execução das operações da nave espacial, realizando a identificação, diagnóstico e resolução de problemas à medida que surgiam.[16]
- Planejamento logístico: durante a crise do Golfo Pérsico em 1991, as forças armadas dos Estados Unidos distribuíram uma ferramenta denominada Dynamic Analysis and Replanning Tool, ou DART, a fim de realizar o planejamento logístico automatizado e a programação de execução do transporte. Isso envolveu até 50 000 veículos, transporte de carga aérea e de pessoal ao mesmo tempo, e teve de levar em conta os pontos de partida, destinos, rotas e resolução de conflitos entre todos os parâmetros. As técnicas de planejamento da IA permitiram a geração em algumas horas de um plano que exigiria semanas com outros métodos. A Defense Advanced Research Project Agency (DARPA) declarou que essa única aplicação compensou com folga os 30 anos de investimentos em IA pela DARPA.[17]
- Reconhecimento de escrita a mão é usada em muitos Assistentes Pessoais Digitais. Atualmente existe um sistema de comparação de escrita forense a mão chamado CEDAR-FOX.[18]
- Reconhecimento de linguagem e resolução de problemas: o PROVERB é um programa computador que resolve quebra-cabeças de palavras cruzadas melhor que a maioria dos seres humanos, utilizando restrições sobre possíveis preenchimentos de palavras, um grande banco de dados de quebra-cabeças anteriores e uma variedade fonte de informações que incluem dicionários e bancos de dados on-line, como uma lista de filmes e dos atores que participam deles.[19] Por exemplo, ele descobre que a pista “Nice Story” pode ser resolvido por “ETAGE”, porque seu banco de dados inclui o par pista/solução ”Story in France/ETAGE” e porque reconhece que os padrões “Nice X” e “X in France” com frequência tem mesma solução. O programa não sabe que Nice é uma cidade da França, mas consegue resolver o quebra-cabeça. Chinook foi declarado o campeão Homem-Máquina em Damas em 1994.
- Reconhecimento de voz está disponível comercialmente e é amplamente usado.[20]
- Redes Neurais vêm sendo usadas em uma larga variedade de tarefas, de Sistema de detecção de intrusos a jogos de computadores.[21]
- Robótica: muitos cirurgiões agora utilizam robôs assistentes em microcirurgias. O HipNav é um sistema que emprega técnicas de visão computacional para criar um modelo tridimensional da anatomia interna de um paciente, e depois utiliza controle robótico para orientar a inserção de uma prótese de substituição do quadril.
- Sistemas baseados na ideia de agentes artificiais, denominados Sistemas Multiagentes, têm se tornado comuns para a resolução de problemas complexos.[22]
- Sistemas cognitivos multimodais permitem que agentes conversacionais de software, também conhecidos como Chatbots, possam interagir através do raciocínio feito com dados Multi-Modais, isto é, além do texto da fala, o tom de voz, a orientação da cabeça, do corpo, expressões faciais, entre outras modalidades.[23] Recentemente, Maira Gatti de Bayser[24] e Jeffrey O. Kephart[25] da IBM Research organizaram em conjunto com Rahul Divekar e Hui Su, do Instituto Politécnico Rensselaer, NY, a competição inovadora HUMAINE,[26][27] que estreou na ANAC, IJCAI 2020.[28] Nesta primera edição da competição, 2 agentes inteligentes interagem com um humano em um diálogo de negociação em uma plataforma Multi-Modal adaptada para a competição.[29]
- Sistemas com Visão computacional são usados em muitas aplicações industriais.[30]
- Sistemas especialistas vêm sendo usados a uma certa escala industrial. Os sistemas especialistas foram um dos primeiros sucessos da IA, com o software Mycin.[31] Os principais componentes de um Sistema especialista são uma base de conhecimento alimentada por um especialista, uma máquina de inferência e uma memória de trabalho.[32] Sistemas especialistas em uso como o XCON/R1 da Digital Equipment Coporation sabem hoje muito mais do que um especialista humano em como configurar os seus sistemas de computação.[33]
- Sistemas de reconhecimento óptico de caracteres (OCR) podem traduzir letra escrita de forma arbitrária em texto.
- Sistemas de álgebra computacional, tais como Mathematica e Macsyma, são bons exemplos de aplicações de IA na solução de problemas algébricos.[34]
- Sistemas Tutoriais Inteligentes vem sendo usados para o aprendizado.[35] Uma característica distintiva desta técnica é o modelo do estudante.[36][37] * Sistemas tradutores, tais como SYSTRAN,[38] têm sido largamente usados (no entanto, os resultados não são ainda comparáveis com tradutores humanos).

A visão da Inteligência Artificial substituindo julgamento humano profissional tem surgido muitas vezes na história do campo, em ficção científica e, hoje em dia, em algumas áreas especializadas onde "Sistemas Especialistas" são usados para melhorar ou para substituir julgamento profissional em engenharia e medicina, por exemplo.

## Aplicações no governo
A IA pode ser usada para ajudar os membros do público a interagir com o governo e acessar serviços governamentais, por exemplo: responder a perguntas usando assistentes virtuais ou chatbots, direcionar solicitações para a área apropriada dentro do governo, preencher formulários, auxiliar na pesquisa de documentos, agendamento de compromissos.
Os usos potenciais de IA no governo são amplos e variados, com a Deloitte considerando que "as tecnologias cognitivas podem eventualmente revolucionar todas as facetas das operações do governo". Mehr sugere que seis tipos de problemas governamentais são apropriados para aplicações de IA:
1. Alocação de recursos - por exemplo, quando o suporte administrativo é necessário para concluir as tarefas mais rapidamente.
2. Grandes conjuntos de dados - onde eles são muito grandes para os funcionários trabalharem de forma eficiente e vários conjuntos de dados podem ser combinados para fornecer maiores insights.
3. Falta de especialistas - incluindo onde perguntas básicas podem ser respondidas e questões de nicho podem ser aprendidas.
4. Cenário previsível - os dados históricos tornam a situação previsível.
5. Procedural - tarefas repetitivas em que as entradas ou saídas têm uma resposta binária.
6. Dados diversos - onde os dados assumem uma variedade de formas (como visuais e linguísticas) e precisam ser resumidos regularmente.

Mehr afirma que "Embora as aplicações de IA no trabalho do governo não tenham acompanhado a rápida expansão da IA no setor privado, os casos de uso em potencial no setor público refletem as aplicações comuns no setor privado."
O primeiro caso prático registrado no mundo aplicado no âmbito legislativo, com substancial utilização da Inteligência Artificial, foi a aplicação na Lei Complementar 993/2023 apresentada pelo vereador de Porto Alegre, Ramiro Rosário.  O texto foi redigido integralmente pelo ChatGPT e gerou um amplo debate mundial sobre o tema.
Os usos potenciais e reais da IA no governo podem ser divididos em três categorias amplas: aqueles que contribuem para os objetivos de políticas públicas; aqueles que auxiliam nas interações públicas com o governo; e outros usos.

### Contribuição para os objetivos de políticas públicas
Há uma série de exemplos de onde a IA pode contribuir para os objetivos de políticas públicas. Esses incluem:
- Antecipar os requisitos de manutenção de estradas[49]
- Auxiliar na defesa e segurança nacional (ver Inteligência artificial § Militares e Aplicações da inteligência artificial § Outros, respectivamente).
- Auxiliar os funcionários públicos a fazer pagamentos de previdência e decisões de imigração[50]
- Avaliar provas[50]
- Classificar chamadas de emergência com base em sua urgência (como o sistema usado pelo Corpo de Bombeiros de Cincinnati nos Estados Unidos[51])
- Criar Chatbot de saúde baseado em sintomas para diagnóstico[52]
- Detectar e prevenir a propagação de doenças[51]
- Identificar reivindicações de benefícios fraudulentas[49]
- Identificar violações de regulamentos de saúde[49]
- Julgar audiências de fiança[50]
- Monitorar as redes sociais para obter feedback público sobre as políticas[49]
- Monitorar as redes sociais para identificar situações de emergência[49]
- Oferecer educação personalizada aos alunos[51]
- Prestar serviços de seguro social.[53]
- Prever um crime e recomendar a presença policial ideal[49]
- Prever congestionamento de trânsito e acidentes de carro[49]
- Receber benefícios por perda de emprego, aposentadoria, luto e nascimento de um filho quase imediatamente, de forma automatizada (portanto, sem exigir qualquer ação dos cidadãos).[54]
- Triagem de casos de saúde.[50]

### Auxiliando nas interações públicas com o governo
A IA pode ser usada para ajudar os membros do público a interagir com o governo e acessar serviços governamentais, por exemplo:
- Auxiliar na pesquisa de documentos (por exemplo, pesquisa de marca registrada da IP Australia)[55]
- Agendamento de compromissos[49]
- Direcionar solicitações para a área apropriada dentro do governo
- Preencher formulários
- Responder a perguntas usando assistentes virtuais ou chatbots.

Exemplos de assistentes virtuais ou chatbots usados pelo governo incluem o seguinte:
- Lançado em fevereiro de 2016, o Australian Taxation Office tem um assistente virtual em seu site chamado "Alex".[56] Em 30 de junho de 2017, Alex podia responder a mais de 500 perguntas, participou de 1,5 milhão de conversas e resolveu mais de 81% das dúvidas no primeiro contato.[56]
- O National Disability Insurance Scheme (NDIS) da Austrália está desenvolvendo um assistente virtual chamado "Nadia", que assume a forma de um avatar usando a voz do ator Cate Blanchett.[57] O objetivo do Nadia é auxiliar os usuários do NDIS a navegar no serviço. Custando cerca de US $ 4,5 milhões,[58] o projeto foi adiado devido a uma série de questões.[59][60] O Nadia foi desenvolvido usando o IBM Watson,[61][57] no entanto, o governo australiano está considerando outras plataformas, como a Microsoft Cortana, para seu desenvolvimento posterior.[62]
- O Departamento de Serviços Humanos do governo australiano usa assistentes virtuais em partes de seu site para responder a perguntas e incentivar os usuários a permanecer no canal digital.[63] Em dezembro de 2018, um assistente virtual chamado "Sam" poderia responder a perguntas gerais sobre família, candidatos a emprego e pagamentos de estudantes e informações relacionadas. O Departamento também introduziu um assistente virtual voltado para o ambiente interno, denominado "MelissHR", para facilitar o acesso da equipe departamental às informações de recursos humanos.[63]
- A Estônia está construindo um assistente virtual que orientará os cidadãos em todas as interações que eles tiverem com o governo. Serviços automatizados e proativos "empurram" os serviços para os cidadãos em eventos importantes de suas vidas (incluindo nascimentos, luto, desemprego, ...). Um exemplo é o registro automatizado de bebês quando nascem.[64][65]

### Outros usos
Outros usos da inteligência artificial pelo governo incluem:
- Tradução[42]
- Interpretação de linguagem, pioneira pela Direção Geral de Interpretação da Comissão Europeia e Florika Fink-Hooijer.
- Elaboração de documentos[42]

## Aplicação nas forças armadas

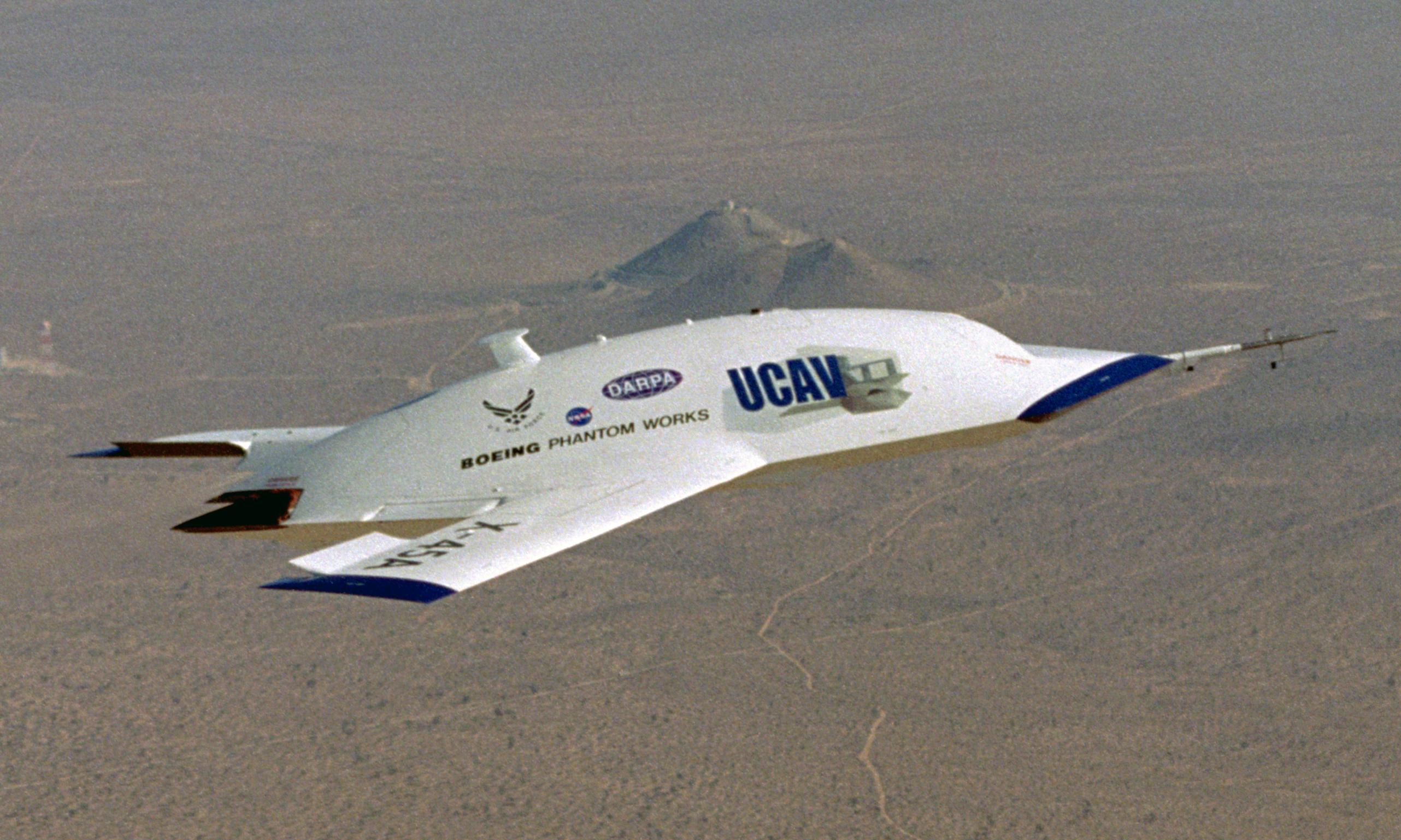
Um Veículo Aéreo de Combate Não Tripulado (X-45A), em voo

Várias nações estão desenvolvendo aplicativos de IA para uma série de funções militares. As principais aplicações militares de Inteligência Artificial e Aprendizado de Máquina são para aprimorar as Comunicações, Sensores, Integração e Interoperabilidade.
Pesquisas de IA estão em andamento nas áreas de coleta e análise de inteligência, logística, operações cibernéticas, operações de informação, comando e controle e em uma variedade de veículos semi-autônomos e autônomos.
As tecnologias de IA permitem a coordenação de sensores e efetores, detecção e identificação de ameaças, marcação de posições inimigas, aquisição de alvos, coordenação e deconflição de disparos de junção distribuídos entre veículos de combate e tanques em rede também dentro de equipes tripuladas e não tripuladas (MUM-T). A IA foi incorporada às operações militares no Iraque e na Síria.
Os gastos militares anuais mundiais com robótica aumentaram de US$ 5,1 bilhões em 2010 para US$ 7,5 bilhões em 2015. Drones militares capazes de ação autônoma são amplamente considerados um ativo útil. Muitos pesquisadores de inteligência artificial procuram se distanciar das aplicações militares da IA.

## Aplicações na promoção da saúde
A introdução de IA na área de saúde propôs a ajuda mútua entre profissionais da saúde e da computação com a ideia de realizarem uma revolução na área médica. A Organização Mundial de Saúde (OMS) divulgou diretrizes quanto ao uso ético dessa tecnologia. O grande investidor em pesquisa em IA na saúde no mundo é a multinacional de tecnologia Alphabet, do grupo Google. O Instituto de Tecnologia de Massachusetts (MIT) e as universidades Stanford e Harvard, nos Estados Unidos, e as de Oxford e Cambridge, no Reino Unido, também se destacam. No Brasil, USP, Universidade Estadual de Campinas (Unicamp) e Universidade Federal de Minas Gerais (UFMG) estão entre as que mais se dedicam a esse campo de pesquisa.
Em 2021, a OMS publicou o primeiro relatório global sobre inteligência artificial na saúde e listou seis princípios orientadores para sua concepção e uso. O documento intitulado “Ethics and governance of artificial intelligence for health” foi o resultado de dois anos de consultas realizadas por um painel de especialistas internacionais de diversas áreas, como direito, tecnologia digital e outras, indicados pela organização. O documento identificou os maiores desafios e possíveis dilemas éticos no manejo da inteligência artificial da saúde e forneceu uma valiosa guia para os países sobre como maximizar os benefícios da IA, minimizando seus riscos e evitando suas armadilhas.
Para limitar os riscos e maximizar as oportunidades intrínsecas ao uso da inteligência artificial para a saúde, a OMS fornece os seguintes princípios como base para a regulamentação e governança:
- Proteger a autonomia humana: no contexto da atenção à saúde, isso significa que os seres humanos devem permanecer no controle dos sistemas de saúde e das decisões médicas; privacidade e confidencialidade devem ser protegidas e os pacientes devem dar consentimento informado válido por meio de estruturas legais apropriadas para proteção de dados.[74]
- Promover o bem-estar e a segurança humana e o interesse público: Os projetistas de tecnologias de inteligência artificial devem atender aos requisitos regulamentares de segurança, precisão e eficácia para casos de uso ou indicações bem definidos. Devem estar disponíveis medidas de controle de qualidade na prática e melhoria da qualidade no uso de IA.[74]
- Garantindo transparência, explicabilidade e inteligibilidade: A transparência requer que informações suficientes sejam publicadas ou documentadas antes do projeto ou implantação de uma tecnologia de inteligência artificial. Essas informações devem ser facilmente acessíveis e facilitar a consulta pública significativa e o debate sobre como a tecnologia é projetada e como deve ou não ser usada.[74]
- Promovendo responsabilidade e prestação de contas: Embora as tecnologias de inteligência artificial executem tarefas específicas, é responsabilidade das partes interessadas garantir que sejam usadas nas condições apropriadas e por pessoas devidamente capacitadas. Mecanismos eficazes devem estar disponíveis para questionamento e reparação de indivíduos e grupos que são adversamente afetados por decisões baseadas em algoritmos.[74]
- Garantir inclusão e equidade: A inclusão requer que a inteligência artificial para a saúde seja projetada para encorajar o uso e acesso equitativos mais amplos possíveis, independentemente de idade, sexo, gênero, renda, raça, etnia, orientação sexual, capacidade ou outras características protegidas por códigos de direitos humanos.[74]
- Promover inteligência artificial que seja responsiva e sustentável: Designers, desenvolvedores e usuários devem avaliar de forma contínua e transparente os aplicativos de IA durante o uso real para determinar se esta responde de forma adequada e apropriada às expectativas e requisitos. Os sistemas também devem ser projetados para minimizar suas consequências ambientais e aumentar a eficiência energética. Governos e empresas devem abordar as interrupções previstas no local de trabalho, incluindo capacitação para profissionais de saúde para se adaptarem ao uso de sistemas de inteligência artificial e possíveis perdas de empregos devido ao uso de sistemas automatizados.[74]

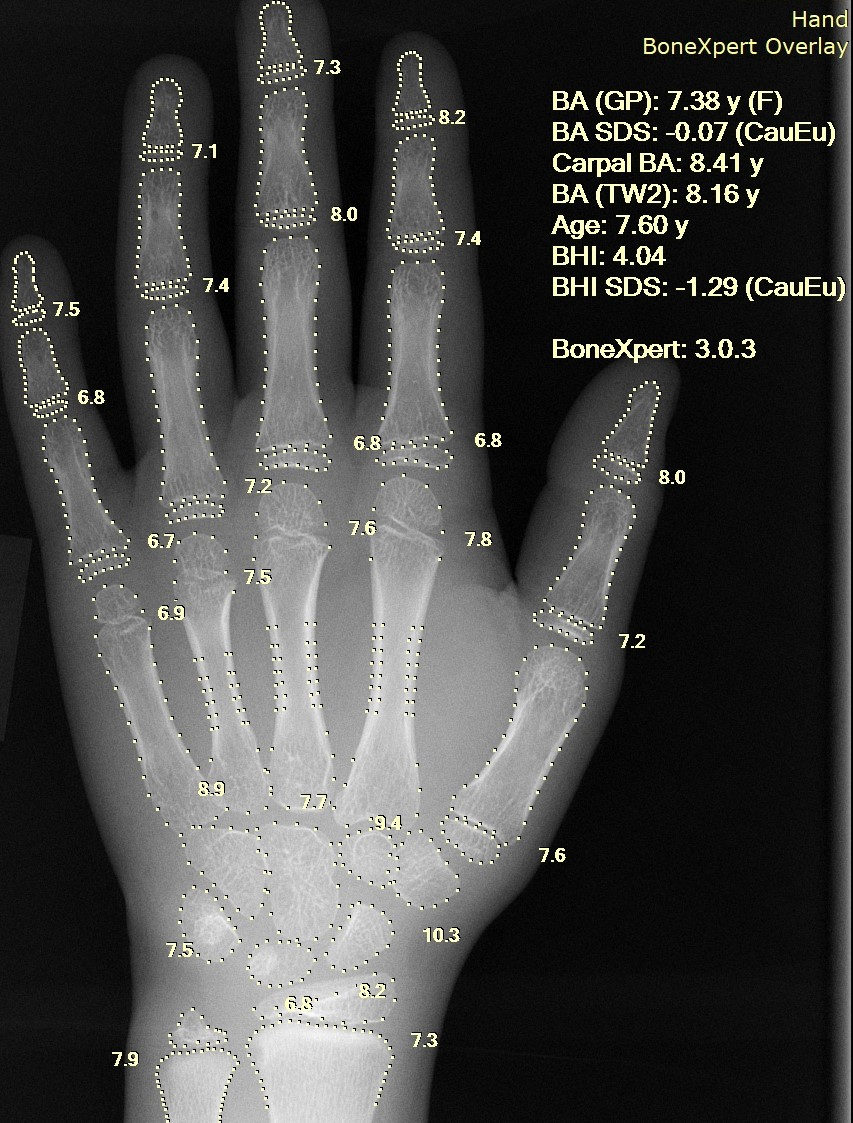
Raio X de uma mão humana, com cálculo automático da idade óssea por um software de computador.

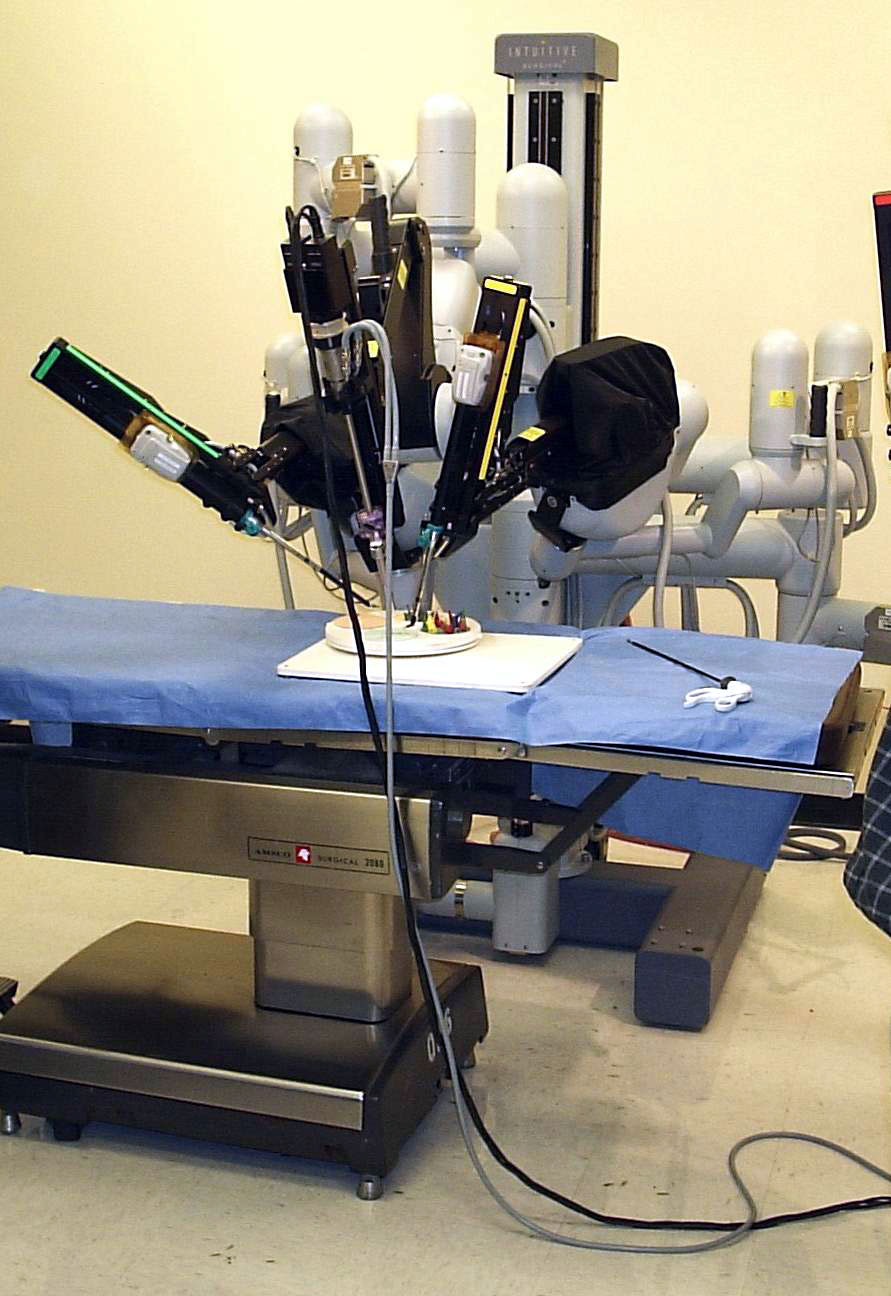
Um braço cirúrgico do lado do paciente da empresa "Da Vinci Surgical System"

### Utilização na área médica
A IA na área da saúde é frequentemente usada para classificação, seja para automatizar a avaliação inicial de uma tomografia computadorizada ou EKG ou para identificar pacientes de alto risco para a saúde da população. A amplitude de aplicações está aumentando rapidamente. Como exemplo, a IA está sendo aplicada ao problema de alto custo das questões de dosagem - onde as descobertas sugeriram que a IA poderia economizar US $ 16 bilhões. Em 2016, um estudo inovador na Califórnia descobriu que uma fórmula matemática desenvolvida com a ajuda de IA determinava corretamente a dose exata de medicamentos imunossupressores a serem administrados a pacientes com órgãos.
De acordo com a Bloomberg Technology, a Microsoft desenvolveu IA para ajudar os médicos a encontrar os tratamentos certos para o câncer. Há uma grande quantidade de pesquisas e medicamentos desenvolvidos relacionados ao câncer. Em detalhe, são mais de 800 medicamentos e vacinas para tratar o câncer. Isso afeta negativamente os médicos, porque há muitas opções de escolha, tornando mais difícil escolher os medicamentos certos para os pacientes.
A Microsoft está trabalhando em um projeto para desenvolver uma máquina chamada "Hanover". Seu objetivo é memorizar todos os papéis necessários ao câncer e ajudar a prever quais combinações de medicamentos serão mais eficazes para cada paciente. Um projeto que está sendo trabalhado no momento é o de combate à leucemia mielóide, um câncer fatal cujo tratamento não melhora há décadas. Outro estudo descobriu que a inteligência artificial era tão boa quanto médicos treinados na identificação de câncer de pele.
Outro estudo está usando inteligência artificial para tentar monitorar vários pacientes de alto risco, e isso é feito perguntando a cada paciente várias perguntas com base em dados adquiridos de médico ao vivo para interações com o paciente.
Um estudo foi feito com transferência de aprendizagem, a máquina realizava um diagnóstico semelhante a um oftalmologista bem treinado, e podia gerar uma decisão em 30 segundos sobre se o paciente deveria ou não ser encaminhado para tratamento, com mais de 95% de acerto.
De acordo com a CNN, um estudo recente realizado por cirurgiões do Children's National Medical Center em Washington demonstrou com sucesso a cirurgia com um robô autônomo. A equipe supervisionou o robô enquanto ele realizava a cirurgia de tecidos moles, costurando o intestino de um porco durante a cirurgia aberta, e fazendo isso melhor do que um cirurgião humano, afirmou a equipe.
A IBM criou seu próprio computador de inteligência artificial, o IBM Watson, que venceu a inteligência humana (em alguns níveis). O Watson tem se esforçado para obter sucesso e adoção na área de saúde.
As redes neurais artificiais são usadas como sistemas de apoio à decisão clínica para diagnóstico médico, como em tecnologia de processamento de conceito em software EMR.
Outras tarefas na medicina que podem ser potencialmente realizadas por inteligência artificial e estão começando a ser desenvolvidas incluem:
- Analisar de batimentos cardíacos.[83]
- Analisar de registros médicos para fornecer informações mais úteis.
- Auxiliar deficientes visuais.[84]
- Auxiliar em trabalhos repetitivos, incluindo o gerenciamento de medicamentos.
- Estimar a probabilidade de morte em procedimentos cirúrgicos
- Estimar a progressão do HIV.
- Interpretar imagens médicas auxiliada por computador. Esses sistemas ajudam a digitalizar imagens digitais, por exemplo, da tomografia computadorizada, para aspectos típicos e para destacar cortes conspícuos, como possíveis doenças. Uma aplicação típica é a detecção de tumores.
- Fabricar e desenvolver fármacos.[85]
- Fornecer consultas.
- Projetar planos de tratamento.
- Projetar robôs companheiros para cuidar dos idosos[86]
- Usar avatares no lugar de pacientes para treinamento clínico[87]

### Saúde e segurança no local de trabalho
A IA pode aumentar o escopo das tarefas de trabalho em que um trabalhador pode ser removido de uma situação que acarreta riscos, como estresse, excesso de trabalho, lesões musculoesqueléticas, fazendo com que a IA execute as tarefas. Isso pode expandir a gama de setores de trabalho afetados, além da automação tradicional, para empregos de colarinho branco e de serviços, como medicina, finanças e tecnologia da informação. Por exemplo, os trabalhadores do call center enfrentam grandes riscos à saúde e segurança devido à sua natureza repetitiva e exigente e às suas altas taxas de micro vigilância. Os chatbots habilitados para IA reduzem a necessidade de humanos realizarem as tarefas mais básicas do call center.
O aprendizado de máquina usado para análises de pessoas para fazer previsões sobre o comportamento do trabalhador pode ser usado para melhorar a saúde do trabalhador. Por exemplo, a análise de sentimento pode ser usada para detectar a fadiga e evitar o excesso de trabalho. Os sistemas de apoio à decisão têm uma capacidade semelhante de ser usado para, por exemplo, prevenir desastres industriais ou tornar a resposta a desastres mais eficiente. Para trabalhadores de manuseio manual de materiais, análises preditivas e inteligência artificial podem ser usadas para reduzir lesões musculoesqueléticas. Sensores vestíveis também podem permitir uma intervenção precoce contra a exposição a substâncias tóxicas, e os grandes conjuntos de dados gerados podem melhorar a vigilância da saúde no local de trabalho, avaliação de risco e pesquisa.
A IA também pode ser usada para tornar o fluxo de trabalho de segurança e saúde no local de trabalho mais eficiente. Um exemplo é a codificação de pedidos de indenização trabalhista. Os sistemas de realidade virtual habilitados para IA podem ser úteis para treinamento de segurança para reconhecimento de perigo. A inteligência artificial pode ser usada para detectar com mais eficiência os quase acidentes, que são importantes na redução das taxas de acidentes, mas geralmente são subnotificados.

## Aplicações na mídia e no comércio eletrônico

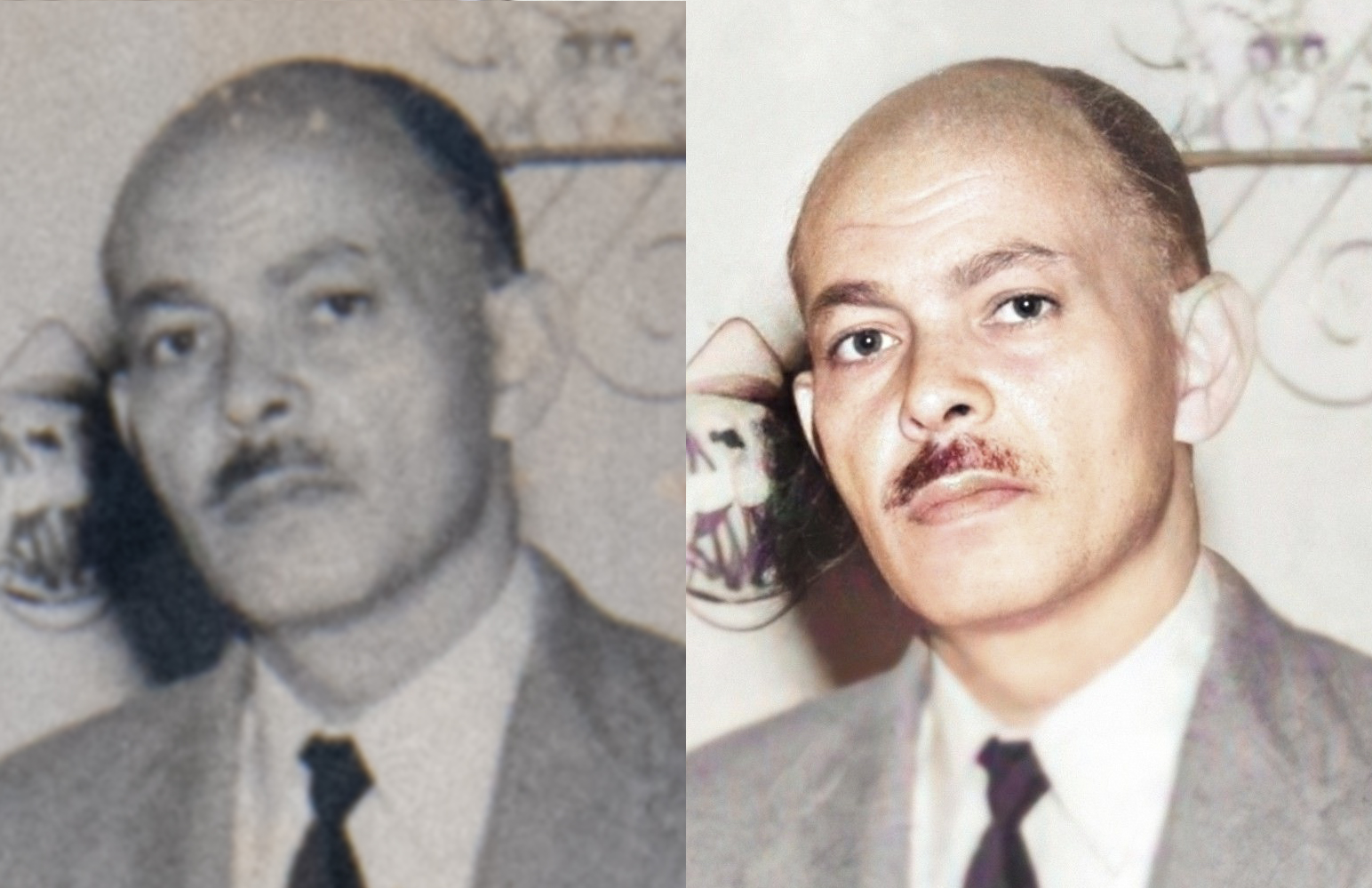
Restauração de imagem usando inteligência artificial

Algumas aplicações de IA são voltadas para a análise de conteúdo de mídia audiovisual, como filmes, programas de TV, vídeos publicitários ou conteúdo gerado pelo usuário. As soluções geralmente envolvem visão computacional, que é uma das principais áreas de aplicação da IA. 
Os cenários de caso de uso típicos incluem a análise de imagens usando técnicas de reconhecimento de objetos ou de rosto, ou a análise de vídeo para reconhecer cenas, objetos ou rostos relevantes. A motivação para usar a análise de mídia baseada em IA pode ser - entre outras coisas - a facilitação da pesquisa de mídia, a criação de um conjunto de palavras-chave descritivas para um item de mídia, monitoramento de política de conteúdo de mídia (como verificar a adequação do conteúdo para um determinado Tempo de exibição de TV), fala em texto para arquivamento ou outros fins, e a detecção de logotipos, produtos ou rostos de celebridades para a colocação de anúncios relevantes.
As empresas de IA de análise de mídia geralmente fornecem seus serviços por meio de uma API REST que permite o acesso automático baseado em máquina à tecnologia e permite a leitura dos resultados por máquina. Por exemplo, IBM, Microsoft e Amazon permitem acesso a sua tecnologia de reconhecimento de mídia usando APIs RESTful.

### Deepfakes
Em junho de 2016, uma equipe de pesquisa do grupo de computação visual da Universidade Técnica de Munique e da Universidade de Stanford desenvolveu o Face2Face, um programa que anima o rosto de uma pessoa alvo, transpondo as expressões faciais de uma fonte externa. A tecnologia foi demonstrada animando os lábios de pessoas, incluindo Barack Obama e Vladimir Putin. Desde então, outros métodos foram demonstrados com base na rede neural profunda, da qual o nome "deepfake" foi tirado.
Em setembro de 2018, o senador americano Mark Warner propôs penalizar as empresas de mídia social que permitem o compartilhamento de documentos provenientes de deepfakes em sua plataforma.
Vincent Nozick, pesquisador do Institut Gaspard Monge, encontrou uma maneira de detectar documentos fraudados analisando os movimentos da pálpebra. O DARPA (um grupo de pesquisa associado ao Departamento de Defesa dos EUA) doou 68 milhões de dólares para trabalhar na detecção de deepfakes. Na Europa, o programa Horizonte 2020 financiou o InVid, software desenvolvido para ajudar jornalistas a detectar documentos falsos.
Deepfakes podem ser usados para fins cômicos, mas são mais conhecidos por serem usados para notícias falsas e boatos. Deepfakes de áudio e software de IA capaz de detectar deepfakes e clonar vozes humanas após 5 segundos de escuta também existem.

## Publicação de notícias e redação
A empresa Narrative Science disponibiliza comercialmente notícias e relatórios gerados por computador, incluindo resumos de eventos esportivos coletivos com base em dados estatísticos do jogo em inglês. Também cria relatórios financeiros e análises imobiliárias. Da mesma forma, a empresa Automated Insights gera recapitulações e visualizações personalizadas para o Yahoo Sports Fantasy Football. A empresa está projetada para gerar um bilhão de histórias em 2014, contra 350 milhões em 2013. A organização OpenAI também criou uma IA capaz de escrever textos.
A Echobox é uma empresa de software que ajuda os editores a aumentar o tráfego postando artigos de forma "inteligente" em plataformas de mídia social, como Facebook e Twitter. Ao analisar grandes quantidades de dados, ele aprende como públicos específicos respondem a diferentes artigos em diferentes momentos do dia. Em seguida, ele escolhe as melhores histórias para postar e os melhores horários para postá-las. Ele usa dados históricos e em tempo real para entender o que funcionou bem no passado, bem como o que é tendência atualmente na web.
Outra empresa, chamada Yseop, usa inteligência artificial para transformar dados estruturados em comentários e recomendações inteligentes em linguagem natural. Yseop é capaz de escrever relatórios financeiros, resumos executivos, vendas personalizadas ou documentos de marketing e muito mais a uma velocidade de milhares de páginas por segundo e em vários idiomas, incluindo inglês, espanhol, francês e alemão.
O Boomtrain's é outro exemplo de IA projetado para aprender a melhor forma de envolver cada leitor individual com os artigos exatos - enviados pelo canal certo na hora certa - que serão mais relevantes para o leitor. É como contratar um editor pessoal para cada leitor individual para selecionar a experiência de leitura perfeita.
A IRIS.TV está ajudando empresas de mídia com sua plataforma de programação e personalização de vídeo alimentada por IA. Ele permite que editores e proprietários de conteúdo apresentem conteúdo contextualmente relevante para o público com base nos padrões de visualização do consumidor.
Além da automação de tarefas de escrita com entrada de dados, a IA mostrou um potencial significativo para os computadores se engajarem em trabalhos criativos de alto nível. AI Storytelling tem sido um campo ativo de pesquisa desde o desenvolvimento de TALESPIN por James Meehan, que inventou histórias semelhantes às fábulas de Esopo. O programa começaria com um conjunto de personagens que queriam atingir certos objetivos, com a história como uma narração das tentativas dos personagens de executar planos para satisfazer esses objetivos. Desde Meehan, outros pesquisadores trabalharam em AI Storytelling usando abordagens semelhantes ou diferentes. Mark Riedl e Vadim Bulitko argumentaram que a essência da narrativa era um problema de gerenciamento de experiência, ou "como equilibrar a necessidade de uma progressão coerente da história com a agência do usuário, o que geralmente está em desacordo".
Embora a maioria das pesquisas sobre narração de histórias de IA tenha se concentrado na geração de histórias (por exemplo, personagem e enredo), também houve uma investigação significativa na comunicação de histórias. Em 2002, pesquisadores da North Carolina State University desenvolveram uma estrutura arquitetônica para a geração de prosa narrativa. Sua implementação particular foi capaz de reproduzir fielmente a variedade e complexidade de texto de uma série de histórias, como o capuz vermelho, com habilidade humana. Este campo específico continua a ganhar interesse. Em 2016, uma IA japonesa co-escreveu um conto e quase ganhou um prêmio literário.
Hanteo Global, a organização que opera o único gráfico de registro em tempo real na Coreia do Sul, também utiliza um bot de jornalismo automatizado, que escreve artigos.

## Aplicações na arte
A inteligência artificial inspirou inúmeras aplicações criativas:

### Arte  visual
A exposição Thinking Machines: Art and Design in Computer Age (MOMA, 1959-1989) oferece uma boa visão geral das aplicações históricas da IA para arte, arquitetura e design. Diersas exposições mostram que o uso de IA para produzir arte incluem o benefício patrocinado pelo Google e o leilão na Gray Area Foundation em San Francisco, onde artistas experimentaram o algoritmo DeepDream e a exposição Unhuman: Art in the Age of AI, que teve em Los Angeles e Frankfurt no outono de 2017. Na primavera de 2018, a Association of Computing Machinery dedicou uma edição de revista especial ao assunto de computadores e arte, destacando o papel do aprendizado de máquina nas artes. Em junho de 2018, Duet for Human and Machine, uma obra de arte que permite aos espectadores interagir com uma inteligência artificial, estreou no Beall Center for Art + Technology. A Ars Electronica austríaca e o Museu de Artes Aplicadas de Viena abriram exposições sobre IA em 2019. O festival de 2019 da Ars Electronica "Fora da caixa" tematizou extensivamente o papel das artes para uma transformação social sustentável com IA.

### Música
Embora a evolução da música sempre tenha sido afetada pela tecnologia, a inteligência artificial permitiu, por meio de avanços científicos, emular, em certa medida, a composição semelhante à humana.
Entre os esforços iniciais notáveis, David Cope criou uma IA chamada Emily Howell que conseguiu se tornar bem conhecida no campo de Algorithmic Computer Music. O algoritmo por trás de Emily Howell é registrado como uma patente dos Estados Unidos.
O AI Iamus criou em 2012 o primeiro álbum clássico completo totalmente composto por um computador.
Outros empreendimentos, como AIVA (Artificial Intelligence Virtual Artist), se concentram na composição de música sinfônica, principalmente música clássica para trilhas sonoras de filmes. Alcançou uma estreia mundial ao se tornar o primeiro compositor virtual a ser reconhecido por uma associação profissional musical.
Inteligências artificiais podem até mesmo produzir música utilizável em um ambiente médico, com o esforço do Melomics de usar música gerada por computador para o alívio do estresse e da dor.
Além disso, iniciativas como o Google Magenta, conduzido pela equipe do Google Brain, querem descobrir se uma inteligência artificial pode ser capaz de criar arte convincente.
No Sony CSL Research Laboratory, o software Flow Machines criou canções pop aprendendo estilos musicais a partir de um enorme banco de dados de canções. Ao analisar combinações únicas de estilos e técnicas de otimização, ele pode compor em qualquer estilo.
Outro projeto de composição musical de inteligência artificial, The Watson Beat, escrito pela IBM Research, não precisa de um grande banco de dados de música como os projetos Google Magenta e Flow Machines, uma vez que usa Reinforcement Learning e Deep Belief Networks para compor música em uma simples entrada inicial melodia e um estilo selecionado. Desde que o software foi de código aberto, músicos, como Taryn Southern, têm colaborado com o projeto para criar música.
A canção de estreia da cantora sul-coreana Hayeon, "Eyes on You", foi composta usando IA que também foi supervisionada por compositores reais, incluindo NUVO.

### Videogames
Em videogames, a inteligência artificial é rotineiramente usada para gerar comportamento dinâmico e intencional em personagens não-jogadores (NPCs). Além disso, técnicas de IA bem conhecidas são usadas rotineiramente para encontrar caminhos. Alguns pesquisadores consideram a NPC AI em jogos um "problema resolvido" para a maioria das tarefas de produção. Jogos com IA mais atípica incluem o diretor de IA de Left 4 Dead (2008) e o treinamento neuroevolucionário de pelotões em Supreme Commander 2 (2010). AI também é usada em Alien Isolation (2014) como uma forma de controlar quais ações o Alien executará a seguir. Devido à forma como a inteligência do Alien é configurada, pode-se dizer que o Alien parece aprender mais sobre o jogador conforme o jogo continua e o Alien começa a agir de acordo.